# Traktat w Troyes

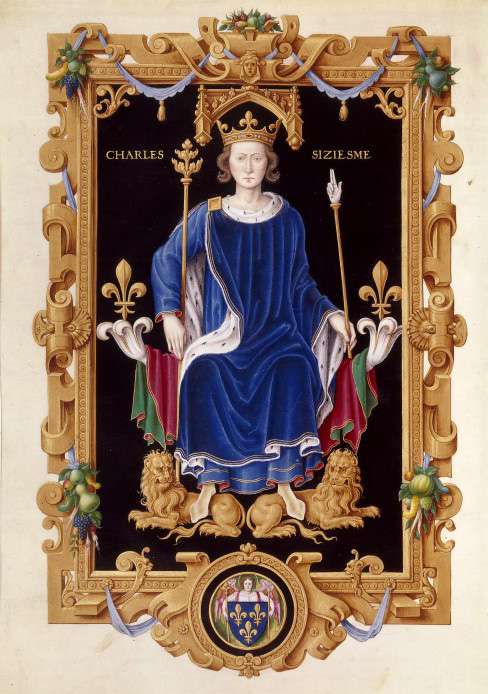
Karol VI

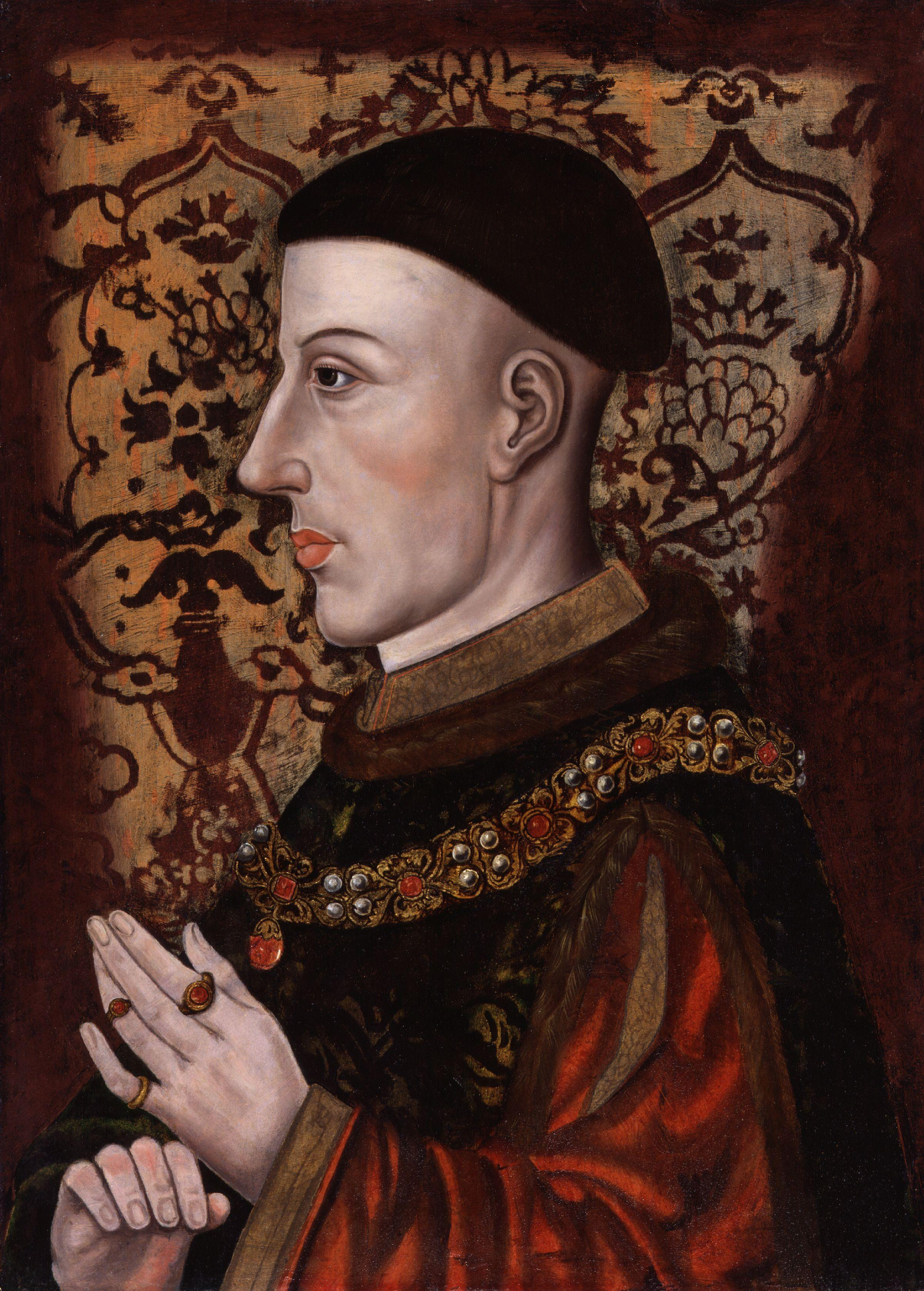
Henryk V

Traktat w Troyes – traktat zawarty pomiędzy Anglią i Francją 21 maja 1420 w mieście Troyes. W swoich założeniach miał on kończyć wojnę stuletnią, odsuwając dynastię Walezjuszów od tronu francuskiego i zaprowadzając unię personalną obydwu krajów pod berłem Henryka V.

## Okoliczności zawarcia traktatu
W 1420 królem Francji był Karol VI Szalony, który od 1392, pod wpływem choroby psychicznej, nie był zdolny do kontrolowania własnych poczynań, a zatem do prowadzenia niezależnej polityki. Znajdując się całkowicie pod wpływem proangielskiego stronnictwa burgundczyków król Francji zgodził się podpisać 21 maja 1420 w katedrze w Troyes traktat z Henrykiem V. W czasie ceremonii podpisywania gotowego dokumentu króla reprezentował Filip III Dobry, książę Burgundii. Dla strony angielskiej traktat ten miał być ostatecznym potwierdzeniem odniesionych zwycięstw wojskowych poprzez uzyskanie długofalowych korzyści politycznych.

## Treść
Traktat w Troyes odsuwał od sukcesji delfina Karola, uznając go za winnego zabójstwa Jana Bez Trwogi w Montereau w 1419 oraz za nieślubne pochodzenie. W związku z tym również wszyscy jego potomkowie zostali odsunięci od dziedziczenia tronu francuskiego w przyszłości. Córka Karola VI, Katarzyna de Valois, miała poślubić Henryka V. W rezultacie po śmierci Karola VI Anglia i Francja miałyby znaleźć się w unii personalnej pod jego rządami.

## Skutki traktatu
1 grudnia 1420 Henryk V i Karol VI wkroczyli uroczyście do opanowanego przez burgundczyków Paryża. W anonimowych pamiętnikach znanych jako wspomnienia Mieszczanina Paryskiego odnotowane zostało niezwykle ciepłe przyjęcie obydwu władców przez mieszkańców miasta. Traktat został potwierdzony przez sąd paryski i pozytywnie przyjęty przez uniwersytet. Jan Baszkiewicz uważa poparcie paryżan dla traktatu za efekt propagandy burgundczyków oraz zniechęcenie do Walezjuszów, jakie wywołała rozrzutność dworu królewskiego i nieefektywność administracji państwowej.
Małżeństwo zaplanowane w traktacie doszło do skutku, jednak Karol VI i Henryk V zmarli nieoczekiwanie w 1422, w odstępie siedmiu tygodni. Zgodnie z postanowieniem układu w Troyes za nowego króla Francji uznano dziesięciomiesięcznego syna króla angielskiego, Henryka VI. W jego imieniu regentem został Jan książę Bedford. Równocześnie jednak dziewiętnastoletni delfin Karol, który nie uznał wykluczenia swojej osoby z dziedziczenia tronu, ogłosił się królem jako Karol VII, mając pod swoją kontrolą południową Francję i ciesząc się poparciem szlachty i mieszczan na terenach na południe od Loary do granicy z Księstwem Burgundii.
Wobec patowej sytuacji, jaka zapanowała w walkach między zwolennikami Henryka VI i Karola VII, praktyczna realizacja postanowień traktatu w Troyes była niemożliwa. W 1429 inicjatywa wojenna nieoczekiwanie przeszła na stronę tego drugiego za sprawą pojawienia się Joanny d’Arc. W tym samym roku Karol VII zdołał przeprowadzić w Reims tradycyjną ceremonię sakry królewskiej, co przypieczętowało jego popularność w społeczeństwie; koronacja Henryka VI na króla Francji w 1431 nie miała praktycznie żadnego oddźwięku propagandowego. W związku z tymi wydarzeniami i późniejszymi sukcesami militarnymi Francuzów główne postanowienia traktatu w Troyes nigdy nie weszły w życie.